# Змаевичи

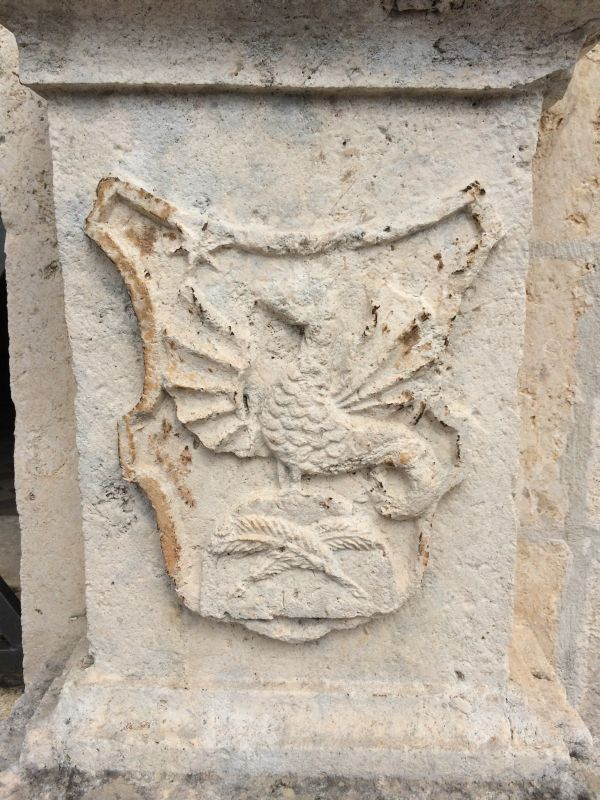
Резьба на стене фамильной церкви в Перасте с изображением герба Змаевичей. Два скрещенных пера символизируют перастский клан Пероевичей, к которым относили себя Змаевичи.

Змаевичи (сербский:  Змајевићи) — знатное семейство из города Пераст в Боке Которской (историческая область Далмация, ныне Черногория), представители которого оставили заметный след в истории Черногории, Сербии, Далмации и России в XVII—XVIII веках.
Согласно родовой легенде, род Змаевичей когда-то был православным и происходит из черногорского селения Негуши. И лишь позднее, после переселения в Пераст, после ряда браков род стал католическим: три православных Змаевича женились на девушках из католических семей и крестили сыновей в католической вере.

## Известные представители
- Андрия Змаевич (1624—1694) — деятель католической церкви, писатель. В феврале 1671 папа Климент X назначил его архиепископом Бара и примасом Сербии. Автор книги «Церковные хроники». Агитировал за использование славянского языка (некоторые части его «Хроник» были написаны по-славянски кириллицей и лишь затем переведены на латынь).
- Крсто Змаевич (1640—1698) — мореплаватель, торговец и воин; младший брат Андрии Змаевича. В 1671 году был избран капитаном (мэром) Пераста. Командовал сожжением пиратских кораблей в Албании, за что был награждён золотой цепью от венецианского Сената. В 1679 году был избран капитаном Пераста повторно и руководил подготовкой к обороне города от турок и пиратов.
- Вицко Змаевич (1670—1745) — деятель католической церкви, писатель, сын Крсто Змаевича. В апреле 1701 папа Климент XI назначил его архиепископом Бара и примасом Сербии. Папский нунций в Албании, Македонии и Сербии. 22.05.1713 был назначен архиепископом Задара. Известна его книга «Specchio della Verita» («Зеркало правды») в 12 главах.
- Матия Змаевич (1680—1735) — флотоводец, сын Крсто Змаевича и младший брат Вицко Змаевича. С 1712 года — командующий галерным флотом Петра I. Отличился во время Северной войны, за что был произведен в вице-адмиралы. В 1725 году был награждён недавно учрежденным орденом Св. Александра Невского, а в 1727 году произведен в полные адмиралы российского флота.